# I Can Only Imagine (MercyMe-Lied)
I Can Only Imagine ist ein Lied der US-amerikanischen christlichen Band MercyMe, das im Oktober 2001 als Singleauskopplung aus dem Album Almost There veröffentlicht wurde.

## Hintergrund
Das Lied wurde von Bart Millard, dem Sänger der Band, geschrieben und von Pete Kipley produziert. Es entstand im Jahr 1999 und ist auf dem fünften Independent-Album der Band, The Worship Project, enthalten. Nachdem die Band bei INO Records unterschrieb, wurde das Album Almost There im Jahr 2001 veröffentlicht, ihr erstes Album bei einem Major-Label. Auf diesem ist der Song ebenfalls enthalten. Millard zufolge wurde der Song innerhalb von zehn Minuten geschrieben und verarbeitet den Tod seines Vaters, der 1991 starb. In I Can Only Imagine stellt sich das lyrische Ich die Frage, wie es sein könnte, im Himmel vor Gott zu stehen. Am 12. Oktober 2001 wurde der Titel erstmals als Single veröffentlicht.

## Rezeption
I Can Only Imagine gilt als der meistverkaufte christliche Song aller Zeiten, bis 2018 wurden 2,5 Millionen Einheiten verkauft.

### Auszeichnungen
Der Song wurde 2002 mit einem Dove Award in der Kategorie Song of the Year ausgezeichnet, außerdem erhielt Bart Millard hierfür die Auszeichnung als Songwriter of the Year.

### Film
Die Geschichte hinter dem Song wurde Grundlage des Films I Can Only Imagine aus dem Jahr 2018. Er wurde am 16. März in den USA veröffentlicht. Mit einem Einspielergebnis von 17,1 Millionen US-Dollar in der ersten Woche erzielte der Film den vierterfolgreichsten Start eines christlichen Films in den Vereinigten Staaten. Mit insgesamt über 83,4 Millionen US-Dollar gilt I Can Only Imagine als erfolgreichster Independent-Film des Jahres 2018. Für den Film wurde auch eine neue Version des Songs mit dem Titel I Can Only Imagine (The Movie Session) aufgenommen.

### Chartplatzierungen
I Can Only Imagine wurde erst 2003 zum Hit, nachdem ein Hörer des Senders 100.3 Wild-FM aus Dallas mehrfach anfragte, den Song zu spielen. Wenig später wurde er der meistgespielte Song des Senders und weitere Radiostationen begannen ebenfalls, das Lied zu spielen. Im Oktober 2003 folgte der erste Einstieg in die Billboard Hot 100 auf Platz 76. Die höchste Position, Rang 71, wurde am 1. November erreicht. Bis heute war es der einzige Song der Band, der sich in den Hot 100 platzieren konnte. Außerdem konnte sich das Lied im Dezember 2003 auch in den Hot Country Songs platzieren. Nach der Veröffentlichung des Films stieg I Can Only Imagine erstmals in die Hot Christian Songs auf Platz zwei ein und erreichte dort in der Folgewoche Platz eins und war damit der 13. Nummer-eins-Hit der Band in diesen Charts.  International war die Single in Frankreich 2012 zwei Wochen lang in den Charts platziert.
| ChartsChartplatzierungen       | Höchstplatzierung | Wochen |
| ------------------------------ | ----------------- | ------ |
| Vereinigte Staaten (Billboard) | 71 (18 Wo.)       | 18     |

### Auszeichnungen für Musikverkäufe
Am 27. September 2019 wurde I Can Only Imagine in den Vereinigten Staaten mit Vierfachplatin für vier Millionen verkaufte Einheiten ausgezeichnet.
| Land/Region               | Auszeichnungen für Musikverkäufe (Land/Region, Auszeichnung, Verkäufe) | Verkäufe  |
| ------------------------- | ---------------------------------------------------------------------- | --------- |
| Vereinigte Staaten (RIAA) | 4× Platin                                                              | 4.000.000 |
| Insgesamt                 | 4× Platin ·                                                            | 4.000.000 |